# Popielatek mącznorzodkwiowy

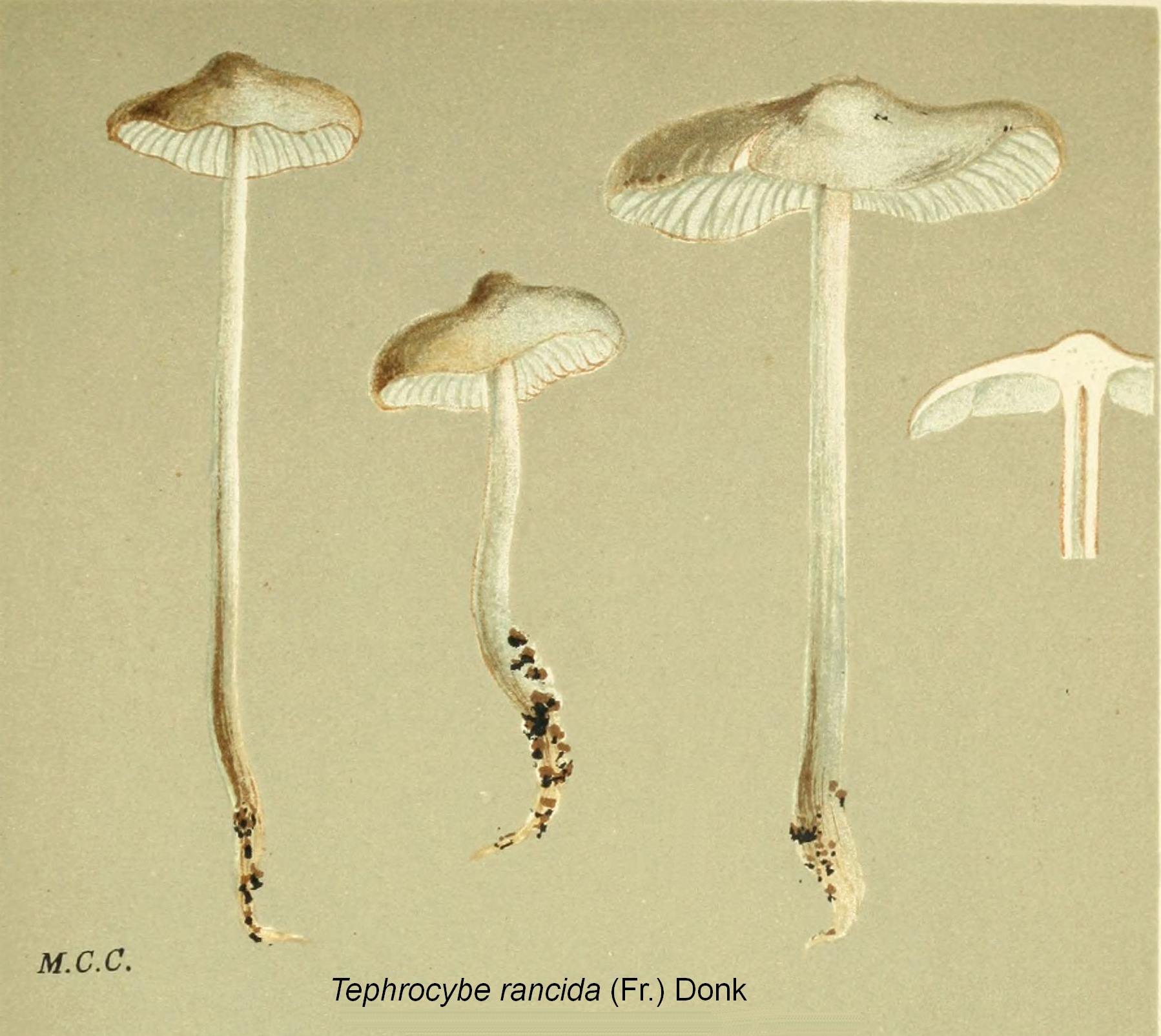

Popielatek mącznorzodkwiowy, kępkowiec mącznorzodkwiowy (Tephrocybe rancida (Fr.) Donk) – gatunek  grzybów należący do rodziny kępkowcowatych (Lyophyllaceae).

## Systematyka i nazewnictwo
Pozycja w klasyfikacji według Index Fungorum: Tephrocybe, Lyophyllaceae, Agaricales, Agaricomycetidae, Agaricomycetes, Agaricomycotina, Basidiomycota, Fungi.
Po raz pierwszy zdiagnozował go w 1821 r. Elias Fries nadając mu nazwę Agaricus rancidus. Obecną, uznaną przez Index Fungorum nazwę nadał mu Marinus Anton Donk w 1962 r.
Synonimy nazwy naukowej:
- Agaricus rancidus Fr. 1821
- Agaricus rancidus var. bullatus Fr. 1873
- Collybia rancida (Fr.) Quél. 1872
- Collybia rancida var. bullata (Fr.) P. Karst. 1879
- Lyophyllum rancidum (Fr.) Singer 1943
- Tephrocybe rancida f. submarginata Grilli & Marulli 1994
- Tephrocybe rancida var. griseocaerulea Bon 1999
- Tephrophana rancida (Fr.) Kühner 1938

Polska nazwa popielatek dla rodzaju Tephrocybe występuje w pracy Barbary Gumińskiej i Władysława Wojewody z 1999 roku (jest tam wymieniony popielatek bagieny Tephrocybe palustris). W 2003 r. W. Wojewoda zaproponował nazwę kępkowiec mącznorzodkwiowy, jest ona jednak niespójna z aktualną nazwą naukową. Na stronach internetowych i w pracach naukowych występuje nazwa popielatek mącznorzodkwiowy.

## Występowanie
Znane jest występowanie popielatka mącznorzodkwiowego w wielu krajach Europy, w Kanadzie i na Ziemi Ognistej w Argentynie. W literaturze naukowej na terenie Polski do 2003 r. podano 3 stanowiska. Nowsze stanowiska podaje internetowy atlas grzybów. Popielatek mącznorzodkwiowy znajduje się w nim na liście gatunków zagrożonych i wartych objęcia ochroną.
Saprotrof. Występuje w lasach sosnowych i mieszanych, na ziemi, często wśród mchów.